# Great Eastern Highway
Der Great Eastern Highway ist eine Fernverkehrsstraße im Südwesten des australischen Bundesstaates Western Australia. Er verbindet die Landeshauptstadt Perth mit dem Goldfields Highway in der Goldgräberstadt Kalgoorlie. Er ist die Hauptverbindungsstraße von Perth in die östliche Wheatbelt Region und die Region der Eastern Goldfields.

## Verlauf
Der Great Eastern Highway beginnt in Victoria Park, einem östlichen Stadtteil von Perth. Dort beginnt er an der Kreuzung von Canning Highway (R1 / S6), der von Fremantle nach Victoria Park führt, dem Causeway (S5), der vom Stadtzentrum von Perth über den Swan River führt, und dem Albany Highway (S30), der in die gleichnamige Stadt führt. Der Highway führt zunächst durch die dicht besiedelten inneren Stadtteile von Perth, wo er vor allem von Pendlern und Berufsverkehr benutzt wird. In den äußeren Stadtteilen der Metropole Perth, die sich bis Mundaring, ca. 35 km nordöstlich vom Stadtzentrum von Perth, hinziehen, nimmt der Verkehr ab. Dort ist der Highway auch weniger gut ausgebaut, allerdings gibt es aufgrund der fortschreitenden Urbanisierung der Gegend ständig Ausbaumaßnahmen am Highway.
Bei der Stadt The Lakes zweigt der Great Southern Highway (S120) ab. Dieser führt zunächst in Richtung Osten und biegt später in Richtung Süden ab und führt bis nach Albany an der Südküste. Der Great Eastern Highway führt danach etwa 50 km in nordöstlicher Richtung nach Northam. Sie ist die größte Stadt im Landesinneren von Western Australia, die nicht als Bergbaustadt gegründet wurde.
Hinter Northam beginnt der Great Eastern Highway seinen Weg durch die Region Wheatbelt von Western Australia in Richtung Osten. Dabei passiert der Highway mehrere Städte und kleine Orte wie Meckering, Cunderin, Kellerberrin, Merredin und Southern Cross. All diese Orte wurden während der Zeit des Goldrausches in den 1890er-Jahren gegründet und dienten den Goldsuchern als Stationen auf ihrem Weg nach Coolgardie und Kalgoorlie.
Mit Coolgardie ist die erste der berühmten Goldgräberstädte erreicht. Die Stadt erlebte ihre Blütezeit nach den ersten Goldfunden 1892 von Arthur Bayley und William Ford, die 15,7 kg Gold als erste fand. Nachdem sie nach wenigen Jahren bereits beinahe zu einer Geisterstadt wurde, ist sie heute wieder beliebtes Ausflugsziel für Touristen. In Coolgardie zweigt der Coolgardie-Esperance Highway (N94) in Richtung Süden ab. Der Great Eastern Highway verläuft noch weitere 40 km in Richtung Nordosten, bis er Kalgoorlie erreicht, wo er auf den Goldfields Highway (R94 / ALT94) trifft und endet. In diesem Bereich trägt er die Nummer R94. Die Geschichte von Kalgoorlie ähnelt der Coolgardies, allerdings war der Bevölkerungs- und Bedeutungsrückgang nie so dramatisch, da Kalgoorlie näher an den Goldfeldern liegt und auch bis heute noch Versorgungszentrum des nahen Tagebaus ist.

### Nummerierung
- von Victoria Park (Perth) bis zum Abzweig des Great Northern Highway in Midland (Perth)
- vom Abzweig des Great Northern Highway in Midland (Perth) bis zur Kreuzung mit dem Roe Highway in Midvale (Perth)
- von Victoria Park (Perth) bis zum Abzweig des Great Eastern Highway Bypass in Ascot (Perth) und von der Kreuzung mit dem Roe Highway in Midvale (Perth) bis zum Abzweig des Coolgardie-Esperance Highway in Coolgardie
- 94 vom Abzweig des Coolgardie-Esperance Highway in Coolgardie bis Kalgoorlie